# Arritmia sinusal respiratoria
La arritmia sinusal respiratoria es la variación de la frecuencia cardiaca del nodo sinusal con el ciclo respiratorio. Este tipo de arritmia consiste en la ralentización fisiológica de la frecuencia cardiaca durante la exhalación y la aceleración de la misma durante la inhalación. Es frecuente encontrarla en niños y personas jóvenes pues estos suelen ser más vagotónicos. Se considera una variante del ritmo sinusal normal que al ser totalmente asintomática y no representar ningún peligro de complicación no requiere de tratamiento médico.

## Fisiopatología
La causa de la arritmia sinusal es el reflejo de Bainbridge, provocado por un aumento o disminución de la presión en la aurícula derecha. La frecuencia cardíaca está normalmente controlada por centros del bulbo raquídeo. Uno de esos centros, el núcleo ambiguo, incrementa la estimulación cardíaca del sistema nervioso parasimpático a través del nervio vago. Este último disminuye la frecuencia cardiaca haciéndolo a su vez con la tasa de disparo del nódulo sinoatrial. 
En la espiración las neuronas del núcleo ambiguo están activadas y la frecuencia cardiaca baja. Por el contrario, la inspiración desencadena señales inhibidoras del núcleo accumbens y por ello el nervio vago permanece sin estimular.

## Diagnóstico
En el Electrocardiograma se puede observar una onda P de morfología sinusal, siempre precedida de un QRS y un PR de duración y morfología típicos del ritmo sinusal. La diferencia es el intervalo PP que varía de acuerdo a si coincide con el ciclo respiratorio. Si la variación del Intervalo PP ocurre en personas mayores sin relación con la respiración se deberá descartar Síndrome del nodo enfermo.

## Clínica
Es una arritmia que por llevar un ritmo sinusal normal sin ningún tipo de pausa, es completamente asintomática.